# Leucosyke weddellii
Leucosyke weddellii är en nässelväxtart som beskrevs av Unruh. Leucosyke weddellii ingår i släktet Leucosyke och familjen nässelväxter. Utöver nominatformen finns också underarten L. w. acuminata.